# Dzuunmod
Dzuunmod (mong. Зуунмод) – miasto w Mongolii, stolica administracyjna ajmaku centralnego, położone 30 km na południe od stolicy kraju Ułan Bator. 
W 2010 roku liczyło 13,3 tys. mieszkańców. Stolicą ajmaku jest od 1938, gdy wcześniejszą stolicę ajmaku Ułan Bator wyodrębniono w miasto o specjalnym statusie i wyłączono z ajmaku. W latach 80. XX w. działał w mieście kombinat spożywczy oraz niewielkie wytwórnie: dywanów i jurt. 
W mieście znajduje się Muzeum Ajmaku oraz klasztor Daszczojnchorlon chijd z lat 90. XX w. W okolicy Dzuunmod znajduje się Obszar Ścisłej Ochrony góry Bogd Chaan, na którego terenie położony jest klasztor Mandzuszir chijd.